# 印度大奖赛
印度大奖赛（英語：Indian Grand Prix）是世界一级方程式锦标赛的一场分站赛事，在印度新德里附近的佛陀国际赛道举办。首届大奖赛于2011赛季的10月30日举行，由国际汽联的赛事经理查理·怀汀揭幕。目前舉辦過三屆。

## 筹办历史
早在1997年，印度就有计划在加尔各答举办一级方程式的分站赛事，但未能实现。接下去的几年中，印度各地都在积极争取举办赛事的机会。2003年时，印度境内建成有两条永久性赛道，一条在金奈，另一条在哥印拜陀。与此同时，班加罗尔为建设新赛道预留了两块面积为600英畝（2.4平方）的土地。而安得拉邦也在其首府海得拉巴准备了一块面积为1,500英畝（6.1平方）的土地以建设赛车场。2003年12月，海得拉巴与国际汽联签订了建设意向书，准备自2007年起开始承办印度大奖赛。赛道将会坐落于该市的近郊，规划占地1,367英畝（5.53平方）。
然而，孟买在2004年加入了举办权的竞争，提出了一个新的赛道方案。对此，一级方程式的掌门人伯尼·埃克莱斯顿表示若能在三年内完成赛道建设，他并不介意在哪一座城市举办印度大奖赛。而由于受到禁烟法案的影响及政府政策的变换，这两个赛道的建设工程都在2004下半年终止了。孟买政府称，因有更迫切的问题需要解决，暂时不会在赛车项目上浪费资金，而海得拉巴则在原来的赛道规划用地上建起了一个科技园。但是，孟买的赛事策划者并未放弃努力，他们在2005年邀请时任乔丹车队正式车手的纳拉因·卡蒂凯扬在街道上试驾，而事实证明路面过于坎坷，并不适合举办比赛。
到了2007年，仍有四座城市在争取印度大奖赛的举办权，分别是班加罗尔、古尔冈、勒克瑙以及首都新德里的永久赛道和街区赛道。同年6月，经过数轮的谈判后，印度奥林匹克委员会与埃克莱斯顿达成初步协议，准备在2009年开始举办印度大奖赛。赛道将会建在古尔冈，由赫尔曼·提尔克负责设计。
然而当年9月，印度奥委会又宣布首次大奖赛会在2010年举行，而举办地在大诺伊达的佛陀国际赛道。在制订了详细的时间安排后，埃克莱斯顿在2008年9月宣布印度大奖赛将会推迟至2011年举办。

## 历届赛事

### 2011年
2011年的首届印度大奖赛在当年的10月30日举行。著名的印度板球运动员沙奇·德鲁卡在终点线上舞动方格旗，迎来了这项新赛事的首个冠军——红牛车队的塞巴斯蒂安·维特尔。这是维特尔在2011赛季的第11个冠军，同时他也在正赛的最后一圈创造了这条新赛道的最快圈速纪录。代表HRT车队主场作战的印度车手纳拉因·卡蒂凯扬取得了第17名的成绩。而本土车队印度力量车队的车手艾德里安·苏蒂尔则获得了第九名。

### 2012年
2012年的第二届大奖赛上，红牛车队依然尽占优势，其旗下两位车手包揽了头排发车位。在伦敦奥运会上为印度赢得射击项目铜牌的运动员加甘·纳朗（Gagan Narang）受邀在终点舞动方格旗，迎来了杆位发车的卫冕冠军维特尔。

### 2013年
红牛车队的德国车手塞巴斯蒂安·维特尔在排位赛中赢得杆位，并在正赛中夺得冠军。同时，维特尔凭借积分榜上的优势成功卫冕世界车手总冠军，红牛车队也成功卫冕世界车队总冠军。

## 賽事名称
- 巴帝电信印度大奖赛（Airtel India Grand Prix）2011–2013

## 冠军

### 多次夺冠车手
| 次数 | 车手              | 年度             |
| ---- | ----------------- | ---------------- |
| 3    | 塞巴斯蒂安·维特尔 | 2011、2012、2013 |

### 多次夺冠车队
| 次数 | 车队 | 年度             |
| ---- | ---- | ---------------- |
| 3    | 红牛 | 2011、2012、2013 |

### 历年冠军
历年印度大奖赛均在佛陀国际赛道举办
| 年份 | 车手              | 车队      | 报告 |
| ---- | ----------------- | --------- | ---- |
| 2013 | 塞巴斯蒂安·维特尔 | 红牛–雷诺 | 报告 |
| 2012 | 塞巴斯蒂安·维特尔 | 红牛–雷诺 | 报告 |
| 2011 | 塞巴斯蒂安·维特尔 | 红牛–雷诺 | 报告 |